# Карпова, Наталия Ивановна
Наталия Ивановна Карпова (15 июля 1940, Ленинград — 5 февраля 1995, Санкт-Петербург) — советская поэтесса и переводчица. Педагог высшей школы, научный работник в области библиотековедения.

## Биография
Родилась в семье советского партработника. Мама работала библиотекарем. По материнской линии Наталия приходилась внучкой писателю А. Н. Мошину
В 1949 году Иван Карпов был репрессирован по «ленинградскому делу».
Наталия училась в Ленинградском институте культуры им. Н. К. Крупской, с 1961 года работала библиотекарем. Окончила институт (1965) и аспирантуру там же (1968), защитила диссертацию на соискание учёной степени кандидат педагогических наук.
С 1968 по 1995 год преподавала в Институте культуры, доцент (1977)
Опубликовала свыше 50 научных работ по библиотековедению.
Писать стихи начала с 4-х летнего возраста. Занималась в ЛИТО под руководством Гл. Семёнова, вместе с А. Кушнером, В. Соснорой, Г. Гампер, А. Городницким, Т. Галушко. Первая публикация стихов, в альманахе «Молодой Ленинград», в 1965 году. В 1979 году по рекомендации Ю. Андреева была принята в Союз писателей СССР.
Стихи Наталии Карповой драматичны, исполнены живой боли, искреннего интереса к людям. Остро ощущая быстротечность жизни, поэтесса находит неподвластную времени опору в любви в её христианском понимании. Мироощущение Карповой складывается из веры в людей, радости общения, счастья бытия.